# Kalanchoe eriophylla
Kalanchoe eriophylla är en fetbladsväxtart som beskrevs av Hilsenb., Amp; Boj. och Louis René Tulasne. Kalanchoe eriophylla ingår i släktet Kalanchoe och familjen fetbladsväxter. Inga underarter finns listade i Catalogue of Life.

## Bildgalleri

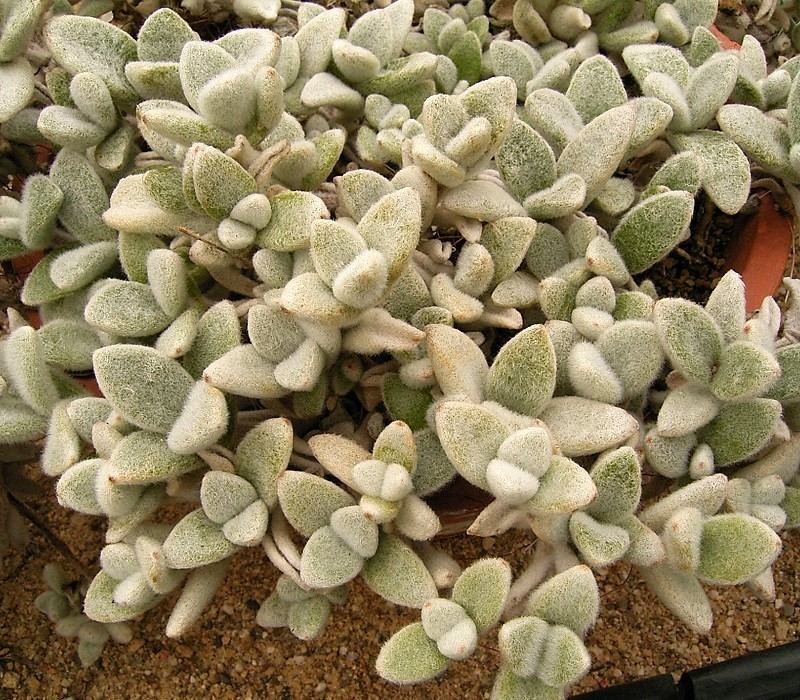